# Băile, Buzău
Băile este un sat în comuna Balta Albă din județul Buzău, Muntenia, România.